# Giuseppe Pullano
Giuseppe Pullano (Pentone, 11 luglio 1907 – Sant'Elia di Catanzaro, 30 novembre 1977) è stato un vescovo cattolico italiano.

## Biografia
Figlio di Sante ed Esterina Marino, Giuseppe Pullano nasce a Pentone (Cz) l'11 luglio 1907; dopo le elementari, frequenta le scuole ginnasiali nel seminario diocesano e completa gli studi filosofici e teologici in quello regionale S. Pio X di Catanzaro; viene ordinato sacerdote il 3 agosto 1930. Rettore del seminario di Squillace per circa 7 anni, nel 1937 è nominato arciprete di Gimigliano e contemporaneamente gli viene affidata la rettoria del Santuario di Porto, cariche che mantiene per circa 15 anni, distinguendosi per la concretezza dell’impegno pastorale e maturando una straordinaria devozione mariana che avrebbe caratterizzato poi la sua vita[1].
Il 22 aprile 1953 è nominato vescovo titolare di Uzali e, contemporaneamente, vescovo coadiutore sedi datus della diocesi di Patti con tutti i diritti e le facoltà di un vescovo residenziale[2]; è ordinato vescovo il 29 giugno 1953 dal Card. Adeodato Giovanni Piazza, conconsacranti i vescovi Giovanni Fiorentini e Armando Fares[3]; il 29 agosto dello stesso anno fa il suo ingresso a Patti. La sua vicenda s'intreccia così con quella del vescovo Angelo Ficarra, sotto osservazione e inutilmente sollecitato alle dimissioni dalla Congregazione Concistoriale e dal cardinale Adeodato Giovanni Piazza, perché accusato di scarso impegno durante le elezioni amministrative e politiche degli anni 1946-1948[4].
Non decidendosi il Ficarra a dimettersi, Roma intervenne ancor più pesantemente, nominando nel 1955 Giuseppe Pullano amministratore apostolico sede plena. Con la prima formula si dichiarava, col linguaggio tipico della Curia, che il coadiutore era assegnato direttamente alla sede (sedi datus) perché ne aveva bisogno in quanto il vescovo non era in grado di amministrarla; con la seconda, il Pullano prendeva in mano la direzione della diocesi, nonostante ci fosse un suo responsabile (sede plena), e l'amministrava direttamente a nome del Papa[5]. Mons. Ficarra, convinto di non avere colpe gravi, ritenne di non doversi dimettere e accettò l'umiliazione di convivere, praticamente esautorato, con un altro vescovo.
Il 2 agosto 1957 mons. Pullano fu nominato vescovo diocesano e mons. Ficarra, in vacanza a Canicattì, apprese la notizia dalla stampa[6].
La convivenza si trascinò per 4 anni e fu, naturalmente, molto problematica per svariati e gravi motivi, personali, giuridici ed economici.
Colto e incline alla mistica, mons. Ficarra traeva i principi della sua azione pastorale dagli studi umanistici, scritturistici e patristici[7], che lo orientavano alla formazione spirituale di clero e fedeli [8]; pratico e incline all’azione, mons. Pullano, invece, cercava soprattutto un clero obbediente e un popolo devoto. In termini giuridici erano contemporaneamente titolari dei diritti propri di un vescovo[9] e, anche per la diversa indole e la diversa formazione, era molto difficile esercitarli in piena armonia[10]. In termini economici la diocesi non era in grado di provvedere contemporaneamente ai due vescovi, e per risolvere il problema intervenne la Congregazione del Concilio: il 24 luglio 1953 in termini logistici indicando i locali riservati al nuovo vescovo all’interno del palazzo vescovile; il 6 maggio 1954 anche in termini economiciccon il dono di una fiat 500, e il 20 luglio 1955 assicurando a mons. Pullano un assegno mensile di lire 50.000[11].
L'episcopato di mons. Pullano, molto problematico all'inizio per le vicende su accennate, si distinse poi per un grande impegno nella riorganizzazione della diocesi, soprattutto per quanto concerne le strutture, la promozione delle vocazioni e della devozione mariana, la normalizzazione disciplinare della vita diocesana.
Il vetusto Seminario di Patti fu interamente restaurato[12]; in zona collinare a Castell'Umberto (ME) fu costruito ex novo un seminario estivo; lo stesso palazzo vescovile fu ricostruito ex novo dopo il crollo del vecchio il 17 gennaio 1966; a Tindari fu costruito davanti al vecchio un santuario nuovo e più grande, ma poco o per nulla inserito nell’ambiente suggestivo delle rovine greco-romane[13].
Inserito nella vita del Santuario del Tindari, dopo averne coltivato a lungo l’idea, con decreto del 25 marzo 1974 fondò un istituto di religiose, cui diede il nome benaugurale di Speranzine della Madonna del Tindari[14].
Straordinario e tenace nel ventennio del suo episcopato, il suo impegno non si limitò alle strutture, per le quali meritò l’appellativo di Vescovo muratore[15], ma si distinse non meno per la promozione delle vocazioni sacerdotali e religiose. In quel periodo il seminario raggiunse il numero massimo di alunni, con un articolato e valido corpo insegnanti, che assicuravano un’attività didattica davvero qualificata per i corsi ginnasiali, filosofici e teologici[16].
La sua azione all’esterno fu improntata ad un esplicito riconoscimento della Democrazia Cristiana come partito cattolico per eccellenza e, di converso, con la sconfessione piena e totale del PCI; come segno di questa consonanza di idee e progetti, affermatasi finalmente la DC a Patti e in diocesi, fu ripresa l’antica tradizione della consegna delle chiavi della città alla Madonna del Tindari da parte del Sindaco e della Giunta comunale; e ciò avvenne nel nuovo santuario ancora allo stato rustico il 29 giugno 1963, decimo anniversario della sua ordinazione episcopale[17].
In questo quadro sociopolitico si può inserire una vicenda davvero incresciosa, che ha come concausa e protagonista il centro studi Don Milani, costituito, animato e guidato a Patti da un giovane sacerdote molto sensibile ai problemi sociali soprattutto delle zone rurali sottosviluppate dell’entroterra pattese; appena tollerato dal Vescovo e dalla Curia, la vita del Centro si complicò parecchio quando il rotocalco scandalistico «ABC», nel numero del 31 marzo 1972, dedicò un ampio servizio alla situazione sociopolitica della zona; l’articolo era richiamato in copertina con una immagine del Vescovo presentato come ultimo vescovo principe di Patti e la didascalia Un vescovo di nome Alalà. Sacerdote e Centro finirono nell’occhio del ciclone, anche con querele e processi, mentre si svolse a Tindari una imponente manifestazione di solidarietà, con l’intervento di fedeli di tutta la diocesi e rappresentanti del mondo politico[18].
Tra il 1962 e il 1965 mons. Pullano partecipò a tutte le sessioni del Concilio Vaticano II[19]. Dei quattro grandi temi conciliari, liturgia, ecclesiologia, ecumenismo e rapporto col mondo contemporaneo, soprattutto il primo e in parte il secondo hanno attirato la sua attenzione e suscitato il suo interesse: il primo, perché egli sperava che la riforma liturgica avrebbe di nuovo riempito le chiese; il secondo, perché pensava che si sarebbe riaffermato il tipo di chiesa tridentina, società perfetta, gerarchicamente organizzata, depositaria e custode gelosa di tutta la verità rivelata, nel doppio atteggiamento di fedeltà, compattezza e disciplina all’interno, di difesa, di conquista o attacco verso l’esterno, dove si trovavano errori da confutare e avversari da convertire o comunque combattere[20].
Eccezionale, invece, l’impegno profuso dal vescovo per la celebrazione del ventennio dell’Opera Vocazioni Ecclesiastiche nell’ottobre del 1967, che si prefiggeva certamente anche di scongiurare per Patti il rischio di essere soppressa come diocesi autonoma ed essere accorpata probabilmente a Messina, sulla base di una revisione delle circoscrizioni ecclesiastiche da far coincidere possibilmente con i territori delle province[21]; la manifestazione finale, preceduta da diversi convegni, fu imponente, alla presenza di molti vescovi e del cardinale Giuseppe Ferretto, che rimase sbalordito per la vitalità espressa nella circostanza dalla diocesi pattese[22].
Mons. Giuseppe Pullano concluse improvvisamente la sua vita il 30 novembre 1977 a Sant'Elia di Catanzaro. Riposa nel Santuario della Madonna Nera di Tindari e una elegante iscrizione sulla tomba ne ricorda i meriti e ne rileva la sollecitudine pastorale[23].
[1] Cfr. Archivio Capitolare di Patti, Cronotassi dei Vescovi, Libro Maestro, f. IX; cfr. scheda biografica in B. Scalisi (ed.), Mons. Giuseppe Pullano vescovo di Patti (1957-1957), Patti 205, p. 11.
[2] Bolla Apostolica di nomina, accompagnata da lettera del Card. Piazza, in Archivio Storico Diocesano (**** da completare … ); la specificazione sedi datus significa che il coadiutore era assegnato non al vescovo, ma direttamente alla diocesi, sottintendendo che il vescovo non riusciva a governarla (cfr. Codex Iiuris Canonici ’17, c. 350, § 2).
[3] Cfr. D. M. Cheney, Giuseppe Pullano, in Catholic Hierarchy.
[4] Sulla complessa vicenda che vide per alcuni anni in diocesi l’anomala coabitazione di due vescovi cfr. il pamphlet di L. Sciascia, Dalle parti degli infedeli, in C. Ambroise (ed.), Leonardo Sciascia. Opere 1971-1983, Milano 2001, pp. 856–857); si veda pure A. Sidoti (ed.), Mons. Angelo Ficarra vescovo di Patti (1936-1957), Patti 1999.
[5] Cfr. Bolla Apostolica del 2 Marzo 1955, in Archivio Storico Diocesano (**** da sistemare); i motivi di salute (valetudinis causa) con i quali si giustificava il provvedimento è vivacemente e ironicamente contestato da Leonardo Sciascia (L. Sciascia, Dalle parti degli infedeli, cit., pp. 894 e 898).
[6] Cfr. Bolla Apostolica del 2 agosto 1957, in Archivio Storico Diocesano, *** da completare
[7] Sulla formazione culturale di Angelo Ficarra cfr. D. De Gregorio, Mons. Angelo Ficarra: dalla nascita all’episcopato, in A. Sidoti (ed.), Mons. Angelo Ficarra vescovo di Patti (1936-1957), Patti 1999, pp. 21–25; 32-38; 41-45.
[8] Cfr. A. Sidoti, Mons. Ficarra tra cronaca e storia, in Id. (ed.), Mons. Angelo Ficarra vescovo di Patti (1936-1957), Patti 1999, pp. 90–92; cfr. inoltre F. Pisciotta, Le Lettere pastorali di mons. Angelo Ficarra (1936-1957), Patti 2009, pp. 61–79.
[9] In un decreto del 3 luglio 1953 della Congregazione Concistoriale, che accompagnava la bolla di nomina, era detto esplicitamente che mons. Pullano godeva di tutti i diritti, facoltà e mansioni propri di un vescovo residenziale (Archivio Storico Diocesano **** da completare).
[10] Si veda in proposito P. Sirna, Vescovo coadiutore e Amministratore Apostolico (1953-1957), in B. Scalisi (ed.), Mons. Giuseppe Pullano vescovo di Patti (1957-1977), Patti 2005, pp. 124–128; 130-137.
[11] Lettere a firma del Cardinale Piazza in Archivio Storico Diocesano *** da completare
[12] I prodromi del seminario e dell’edificio a ciò destinato risalgono al periodo postridentino e si sviluppano nel corso di 4 secoli con gli interventi dei vescovi (dal Sebastian tra il 1549 e il 1568 al  nostro Pullano nella seconda metà del secolo scorso) che ne hanno fondato, ampliato e migliorato strutture e organici per accogliere e formare il clero diocesano (cfr. la puntuale ricostruzione del periodo in B. Rinaudo, Il Seminario vescovile di Patti e la Biblioteca «Divus Thomas». Profilo storico documentato (1588-2008), Patti 2009, pp. 18–27; 32-.42; 48-71; 81-156; 163-198 e, per quanto riguarda il nostro mons. Pullano, le pagg. 201-244).
[13] Cfr. Scheda biografica in B. Scalisi (ed.), Mons. Giuseppe Pullano vescovo di Patti (1957-1957), cit., pp. 13–16. A Tindari e al nuovo santuario lo stesso vescovo dedica un corposo volume pubblicato postumo due anni dopo la sua morte (cfr. G. Pullano, Tindari la Madonna Bruna e il suo Santuario, Tindari 1979), in cui traccia la storia e giustifica la necessità del nuovo tempio illustrando anche nei dettagli la nuova costruzione (cfr. Ib., pp. 323–479).
[14] Alla fondazione, alla natura e ai fini dell’Istituto egli dedica un capitolo net testo già menzionato: G. Pullano, Tindari la Madonna Bruna e il suo Santuario, cit. pp. 472–475; si veda anche la memoria di una suora dell’Istituto: M. Passarello, Mons. Pullano: vescovo, padre e fondatore, in B. Scalisi (ed.), Mons. Giuseppe Pullano vescovo di Patti (1957-1957), cit., pp. 314–316.
14 Cfr. S. Danzì, Mons. Pullano costruttore, in B. Scalisi (ed.), Mons. Giuseppe Pullano vescovo di Patti (1957-1957), cit., pp. 309–313.
15 Si veda ancora la pregevole ricostruzione del periodo in B. Rinaudo, Il Seminario vescovile di Patti e la Biblioteca «Divus Thomas». Profilo storico documentato, cit., pp. 201–244.
16 Cfr. N. Adamo, Il rapporto di mons. Pullano con la società e il mondo politico, in B. Scalisi (ed.), Mons. Giuseppe Pullano vescovo di Patti (1957-1957), cit., pp. 286–290).
17 Si veda ancora N. Adamo, Il rapporto di mons. Pullano con la società e il mondo politico, cit. pp. 293–296 e F. Pisciotta, Mons. Giuseppe Pullano e il Concilio Ecumenico Vaticano II, cit., pp. 258–259).
18 Cfr. D. M. Cheney, Giuseppe Pullano, in Catholic Hierarchy e Archivio Capitolare di Patti, Cronotassi dei Vescovi, Libro Maestro, ff. IX-X. L’attuazione del Concilio, tuttavia, in diocesi fu davvero modesta, con scarsa attenzione agli organismi di partecipazione vivamente suggeriti e/o imposti dai documenti conciliari (cfr. F. Pisciotta, Mons. Giuseppe Pullano e il Concilio Ecumenico Vaticano II, cit., pp. 243–264; 198-202; 210ss.; 267-268).
[20] Cfr. le valutazioni piuttosto negative nel contributo specifico (F. Pisciotta, Mons. Giuseppe Pullano e il Concilio Ecumenico Vaticano II, cit.,, cit., pp. 267–269).
[21] La revisione dei confini diocesani, prevista dal decreto conciliare Christus Dominus (nn. 22-24), era stata resa esecutiva da Paolo VI con la lettera apostolica Ecclesiae Sanctae del 6 agosto 1966, n. 2 e, proprio vicino a Patti, erano state accorpate con Messina le diocesi di Lipari e S. Lucia del Mela (cfr. BDP (1967) 4, pp. 128–139).
[22] Giuseppe Ferretto, allora segretario della Congregazione del Concilio, aveva controfirmato la nomina di Mons. Giuseppe Pullano ad Amministratore Apostolico di Patti sede plena (cfr. supra, n. 5).
[23] Dettata dal grande umanista e professore in seminario per decenni, don Antonino Gimmillaro, il testo è riportato in latino e in una traduzione italiana nel volume già menzionato dello stesso Vescovo pubblicato postumo (Tindari. La Madonna Bruna e il suo Santuario, pp. 489–490).

## Opere
- La forza di un ideale. Don Francesco Caruso, Catania 1967.
- Preghiamo così la Madonna del Tindari, Catanzaro 1973.
- I sette martedì della Madonna del Tindari, Catanzaro 1973.
- Tindari. La Madonna Bruna e il suo Santuario (postumo), Tindari 1979.

## Genealogia episcopale
La genealogia episcopale è:
- Cardinale Scipione Rebiba
- Cardinale Giulio Antonio Santori
- Cardinale Girolamo Bernerio, O.P.
- Arcivescovo Galeazzo Sanvitale
- Cardinale Ludovico Ludovisi
- Cardinale Luigi Caetani
- Cardinale Ulderico Carpegna
- Cardinale Paluzzo Paluzzi Altieri degli Albertoni
- Papa Benedetto XIII
- Papa Benedetto XIV
- Cardinale Enrico Enriquez
- Arcivescovo Manuel Quintano Bonifaz
- Cardinale Buenaventura Córdoba Espinosa de la Cerda
- Cardinale Giuseppe Maria Doria Pamphilj
- Papa Pio VIII
- Papa Pio IX
- Cardinale Alessandro Franchi
- Cardinale Giovanni Simeoni
- Cardinale Antonio Agliardi
- Cardinale Basilio Pompilj
- Cardinale Adeodato Piazza, O.C.D.
- Vescovo Giuseppe Pullano